# سكر أبيض

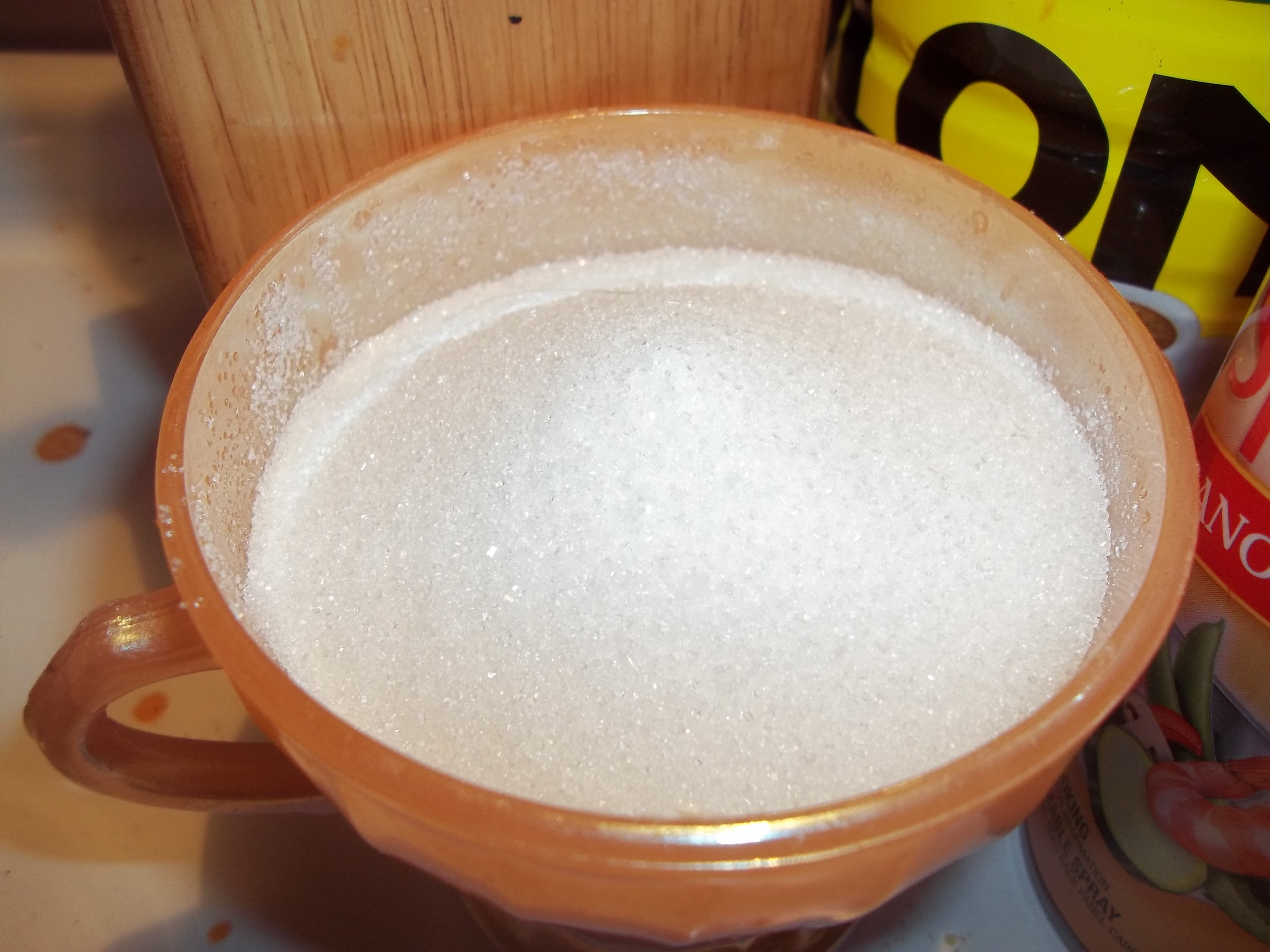
سكر أبيض في آنية

السكر الأبيض  (أو السكر المبلور) هو شكل شائع من السكر المستخلص من الشمندر السكري أو قصب السكر، والذي خضع إلى عملية تكرير. يتكون السكر الأبيض كيميائياً من السكروز النقي الذي له الصيغة الكيميائية C12H22O11.

## الوصف
تؤدي عملية تكرير السكر إلى إزالة دبس السكر من خلاصة الشمندر السكري أو قصب السكر لتعطي ثنائي السكريد السكروز على شكل بلورات بيضاء، وهو يعرف باسم السكر الأبيض، ولديه نقاوة أعلى من 99.7%؛